# Barbula bolleana
Barbula bolleana är en bladmossart som beskrevs av Brotherus 1924. Barbula bolleana ingår i släktet neonmossor, och familjen Pottiaceae. Inga underarter finns listade i Catalogue of Life.